# Homme-jaguar

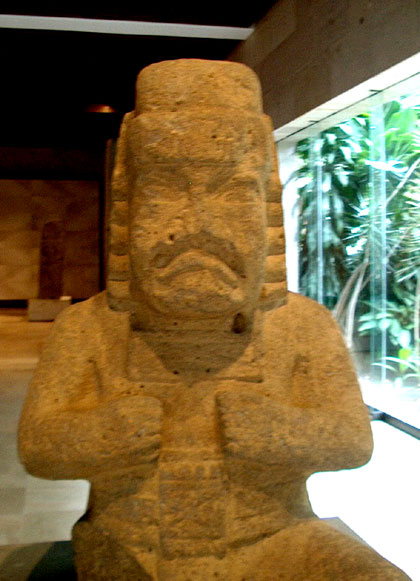
Une statue d’homme-jaguar qui en montre les caractéristiques habituelles : bouche tournée vers le bas, yeux en amande, cache-oreilles plissés, une coiffe avec bandeau autour de la tête et une forme de croix sur la poitrine.

L’homme-jaguar (en anglais : werejaguar) est un esprit surnaturel olmèque lié au jaguar qui apparait régulièrement comme motif dans l'Art olmèque.
Ses représentations sont caractérisées par des yeux en amande, une bouche penchée vers le bas et une tête fendue. Il apparaît largement sur les sites archéologiques olmèques, et très souvent, selon le principe du pars pro toto, c'est un élément surnaturel de l'homme-jaguar qui le représente.
L’homme-jaguar était jadis considéré comme le dieu primordial de la culture olmèque, mais il est maintenant admis qu’il s’agit d’un dieu parmi d’autres. Originellement, de nombreux spécialistes pensaient qu'il était relié à un mythe de reproduction entre un jaguar et une femme ; bien que cette hypothèse soit toujours reconnue comme possible, d’autres explications ont été avancées, notamment la possibilité qu'il ne représente simplement qu’un jaguar.
En anglais, l’homme-jaguar se dit were-jaguar, sur le modèle du mot werewolf (loup-garou).

## Description

### Les attributs de l’homme-jaguar

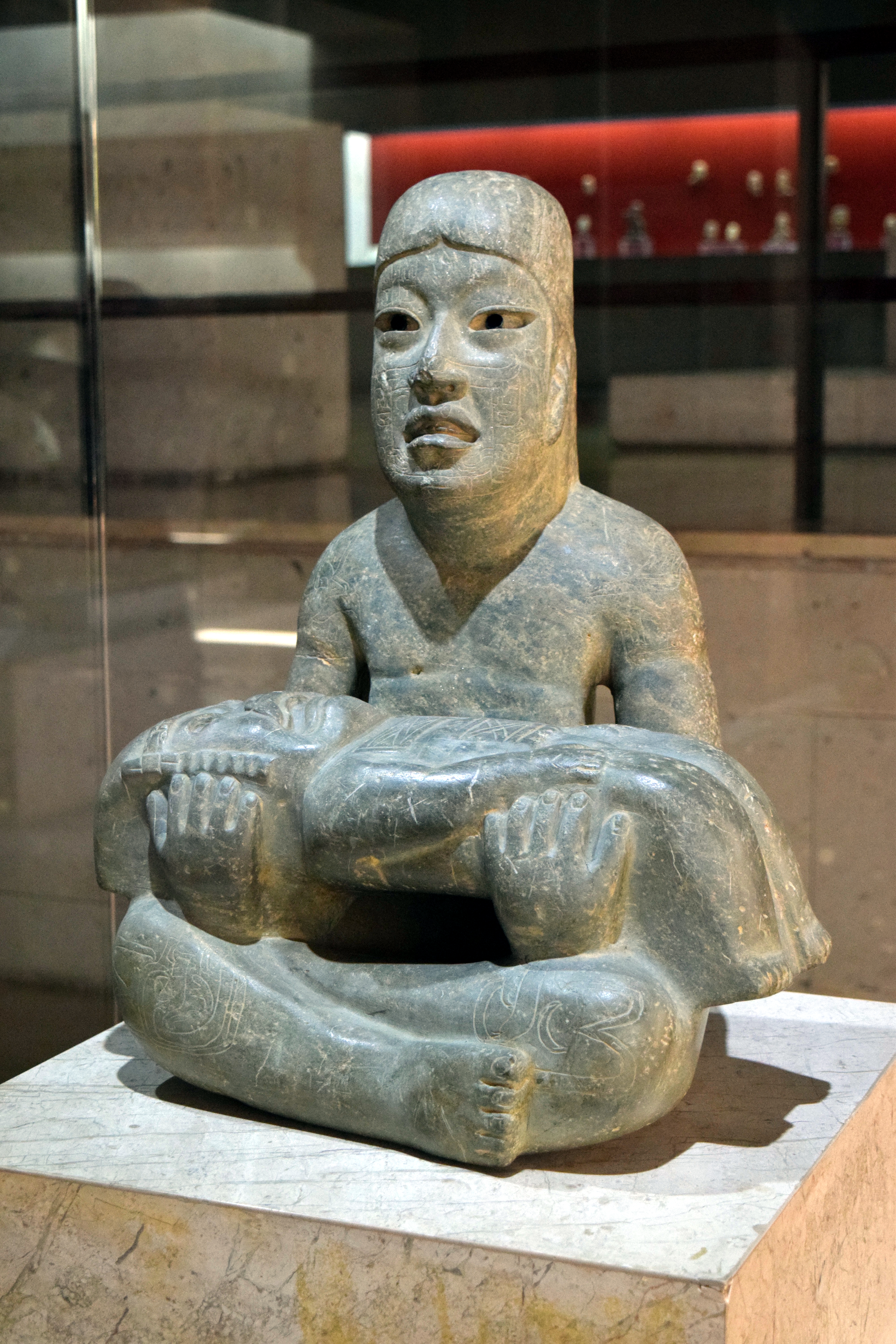
Monument 1 de Las Limas, montrant un adolescent présentant un homme-jaguar enfant. Les silhouettes de quatre autres êtres surnaturels sont incisés dans les épaules et les genoux de l’adolescent.

L’homme-jaguar a une tête divisée en deux, des yeux obliques en amande avec des iris ronds, une bouche tournée vers le bas avec une lèvre supérieure épaisse et des gencives sans dents. L’apparence de l’homme-jaguar a été publiée pour la première fois par Marshall Saville en 1929 puis complétée par l’artiste et archéologue Miguel Cavarrubias dans ses livres de 1946 et 1957. Dans ce dernier ouvrage, Indian Art of Mexico & Central America, il inclut un arbre généalogique montrant que le « masque du jaguar » est ancestral à tous les dieux de la pluie mésoaméricains.
En 1955, Matthew Stirling met en avant ce qui est depuis connu comme l’hypothèse Stirling, que l’homme-jaguar était le résultat d’un croisement entre un jaguar et une femme.
En réponse à ce travail préparatoire, l’homme-jaguar devint le pilier de l’iconographie olmèque. Presque toutes les représentations montrant une bouche tournée vers le bas ont été décrites comme un homme-jaguar. En 1965, une exposition majeure orientée vers l’art olmèque fut intitulée « Les enfants des jaguars » (The Jaguar’s Children) et décrivait l’homme-jaguar comme « le pouvoir divin de la civilisation olmèque » (« the divine power of the Olmec civilization »).
Le paradigme fut miné par la découverte la même année du Monument 1 de Las Limas (également connu sous le nom de «Seigneur de Las Limas», la sculpture en néphrite montre non seulement un enfant homme-jaguar mais également quatre autres êtres surnaturels, qui avait tous une tête divisée. En se basant sur des analyses de cette sculpture, en 1976, Peter David Joralemon proposa de définir huit êtres surnaturels olmèques, chacun étant caractérisé par des combinaisons iconographiques spécifiques.

### L’homme-jaguar en tant que divinité de la pluie

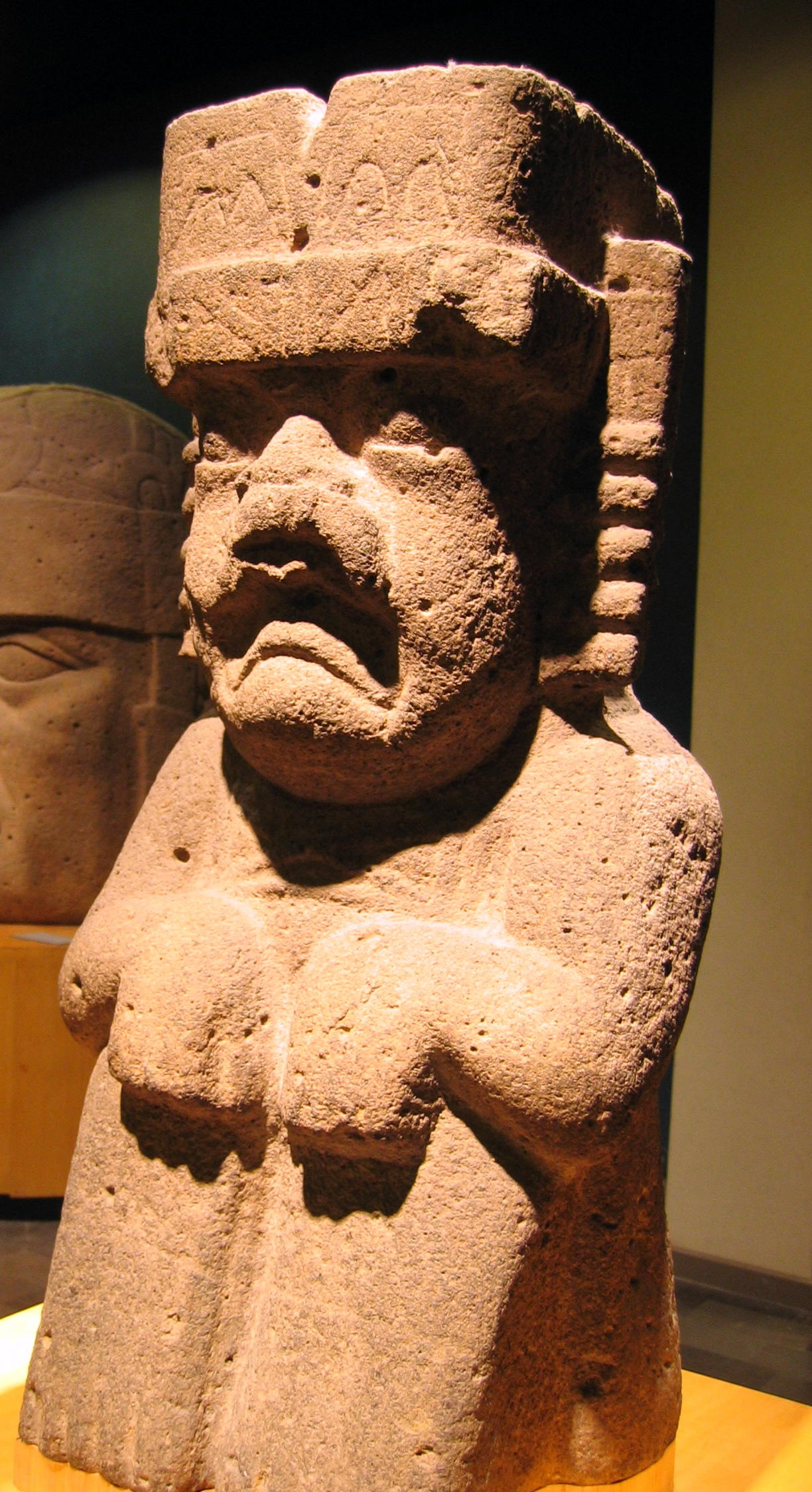
Monument 52 de San Lorenzo Tenochtitlan, montrant une figure classique d’homme-jaguar. La longue rainure découpée au dos de cette sculpture indique un système de drainage associant l’homme-jaguar à la pluie et à l’eau.

À travers les recherches de Joralemon, il devint évident que toutes les têtes fendues et les bouches tournées vers le bas ne représentent pas un homme-jaguar. Quelques chercheurs ont affiné leur représentation de l’homme-jaguar à celle d’une divinité de la pluie, proposition pourtant déjà effectuée par Miguel Covarrubias dès 1946 dans Mexico South.
L'être surnaturel olmèque de la pluie (ou dieu) ne présente pas uniquement les yeux en amande, la tête divisée et la bouche tournée vers le bas – qui est caractéristique du thème de l’homme-jaguar – mais possède de nombreux autres attributs comme un bandeau sur la tête et une coiffe, souvent divisée. Le bandeau est souvent divisé horizontalement et décoré avec des ornements régulièrement espacés. De plus, cet être surnaturel porte souvent des cache-oreilles plissés et une icône en forme de croix sur la poitrine et/ou le nombril.

### Au-delà du terme d’homme-jaguar
Quelques universitaires ont tenté de changer le terme « homme-jaguar ». Par exemple, dans une monographie de 1996, Anatole Pohorilenko utilise le terme « anthropomorphe composite » et dans un livre de 1993, Mary Ellen Miller et Karl Taube estiment que la théorie globale de l’homme-jaguar ne peut expliquer la complexité des divinités olmèques.

## Représentations
Bien qu’elles soient « étrangement absentes » des céramiques, les sculptures olmèques d’hommes-jaguars sont très fréquentes, et varient d’une simple figurine à de grandes statues de basaltes. Des bébés inertes d’hommes-jaguars sont souvent représentés dans les bras d’adultes stoïques, comme si l’enfant était présenté. Cette scène est dépeinte dans une importante gamme de matériaux, de la petite sculpture portable à la greenstone de taille humaine aux autels de plusieurs tonnes. Toutefois, on ne sait pas encore très bien ce que signifie cette scène.
Les représentations en deux dimensions d’homme-jaguar ont été gravées sur la poterie, diverses pierres ou sur des monolithes de plusieurs tonnes à Teopantecuanitlán. Des bas-reliefs de bébés-jaguars très vivants sont gravés sur les côtés de La Venta.
Selon l’archéologue Peter Furst, les figurines d’homme-jaguar étaient souvent utilisées comme des dieux protecteurs de la maison par de nombreuses personnes et comme des esprits familiers ou d’aide pour les prêtres et les chamanes, notamment lors des rituels de transformations.

## Origines
En tant que prédateur principal en Mésoamérique, le jaguar était révéré par les sociétés pré-colombiennes, et l’adoption du thème du jaguar par l’élite a été utilisée pour renforcer ou valider leur leadership. Cependant, cela n’explique pas l’origine de l’homme-jaguar.

### L’hypothèse Stirling
Matthew Stirling, qui est l’un des découvreurs majeurs des vestiges olmèques au milieu du XXe siècle, proposa que l’homme-jaguar était issu d’un mythe de copulation entre le jaguar mâle et une femme. Cette hypothèse s’appuie largement sur : 
- Le monument 3 de Potrero Nuevo,
- Le monument 1 de Tenochititlán,
- Le monument 20 de Laguna de los Cerros
- des bas-reliefs de Chalcatzingo.

L’ « hypothèse Stirling » a gagné l'appui de nombreux archéologues postérieurs, dont Michael D. Coe. Des analyses additionnelles de ces sculptures par des universitaires tels que Whitney Davis, Carolyn Tate, Carson Murdy, et Peter Furst, ont mis en doute cette hypothèse, sans toutefois proposer des alternatives pour expliquer les caractéristiques de jaguar.

### Le jaguar en tant que vainqueur
Dans son article de 1978, Whitney Davis suggère que les représentations de copulation entre l’homme et le jaguar précédemment citées sont plutôt le commencement d’un culte du jaguar ou sont représentatives d’une victoire dans une bataille plutôt que d’une conquête sexuelle. Plus que de voir des situations sexuelles entre l’homme et le jaguar, Davis voit le jaguar, ou un homme portant une peau de jaguar, comme l’agresseur d’un opposant vaincu. La plupart des représentations sont habillées de pagnes, ce qui devrait infirmer l’hypothèse d’une relation sexuelle, et Davis croit que les personnes nues sont mortes ou agonisantes, et ne représentent pas une position sexuelle. Il est fréquent de voir des hommes nus comme représentations des prisonniers captifs ou des vaincus, comme les danzante du Monte Alban.

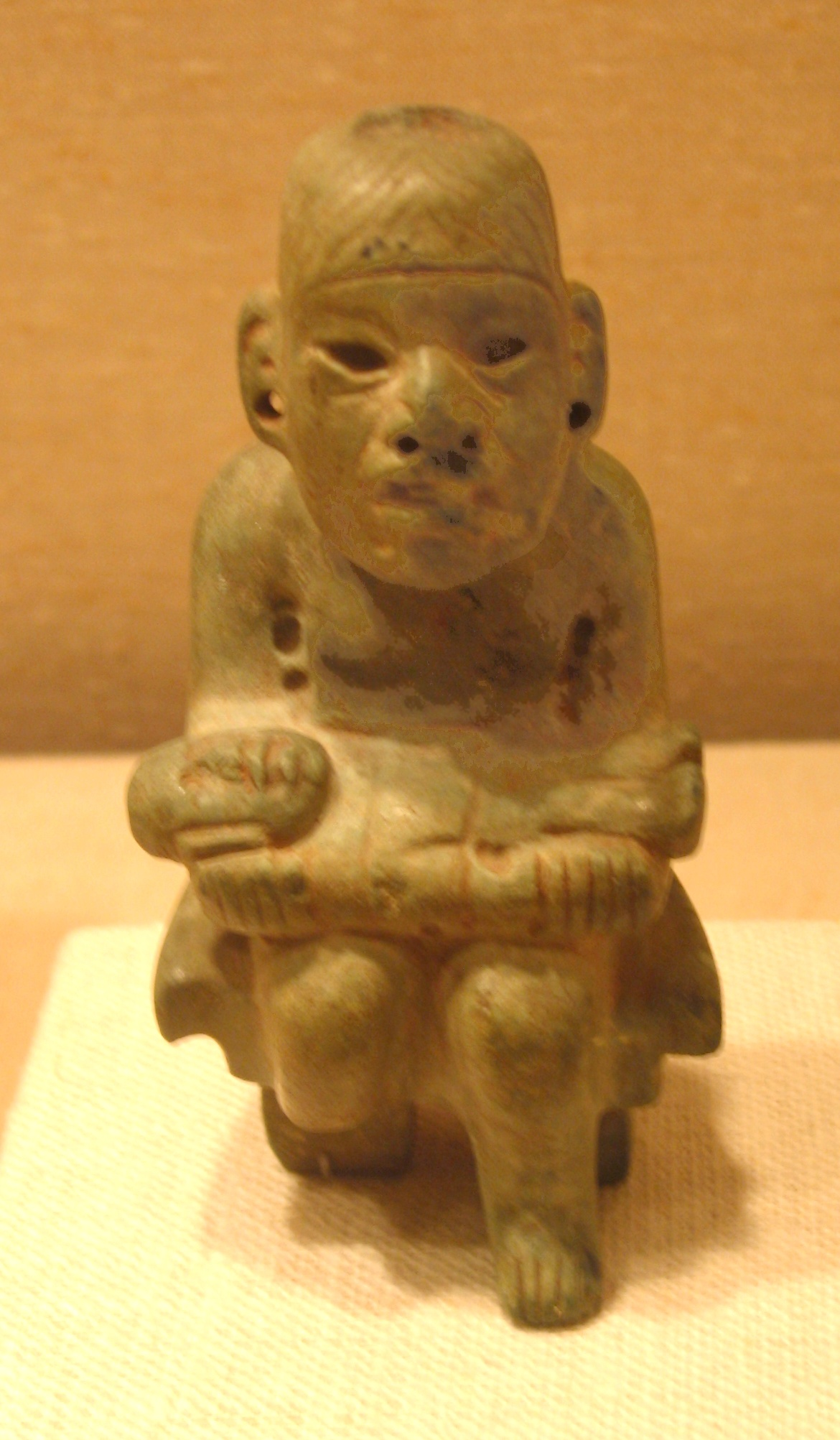
La « présentation » d’un bébé homme-jaguar inerte est un thème commun dans l’art olmèque.

### Malformations génétiques
Michael Coe étudia la possibilité d’une cause biologique permettant d’expliquer les lèvres épaisses, la tête fendue, et la bouche édentée. Les difformités génétiques telles que le syndrome de Down et la spina bifida sont des explications communément mises en relief. Une autre maladie pourrait être l’encéphalocèle qui peut causer la séparation des sutures crâniennes et former des dépressions sur la tête. Cranium bifidum peut également produire des résultats similaires. De plus, ce genre de malformations surviennent favorablement chez les personnes d’une même famille et il est probable que les mariages furent importants au sein de l’élite. Si un enfant naissant avec ce type d’affection est considéré comme divin ou spécial, de nombreuses naissances d’enfants malades pouvaient renforcer les familles et leur pouvoir.

### Une espèce de crapaud
Peter Furst a suggéré que l’homme-jaguar représente une variété de crapaud et plus particulièrement « un crapaud anthropomorphique avec les caractéristiques du jaguar » (« an anthropomorphically conceived toad with jaguar characteristics »).
Les espèces de crapauds que l’on trouvait communément en Mésoamérique, comme Bufo marinus ou Bufo valliceps ont une division profonde sur la tête, et comme tous les crapauds, ont de grosses lèvres sans dent. Ces espèces de crapauds sont connues pour leurs propriétés hallucinogènes pour de nombreuses cultures mésoaméricaines. Des restes de squelettes, en particulier de Bufo marinus, ont été retrouvés dans plusieurs sites archéologiques de Mésoamérique, y compris les centres de cérémonie olmèques.

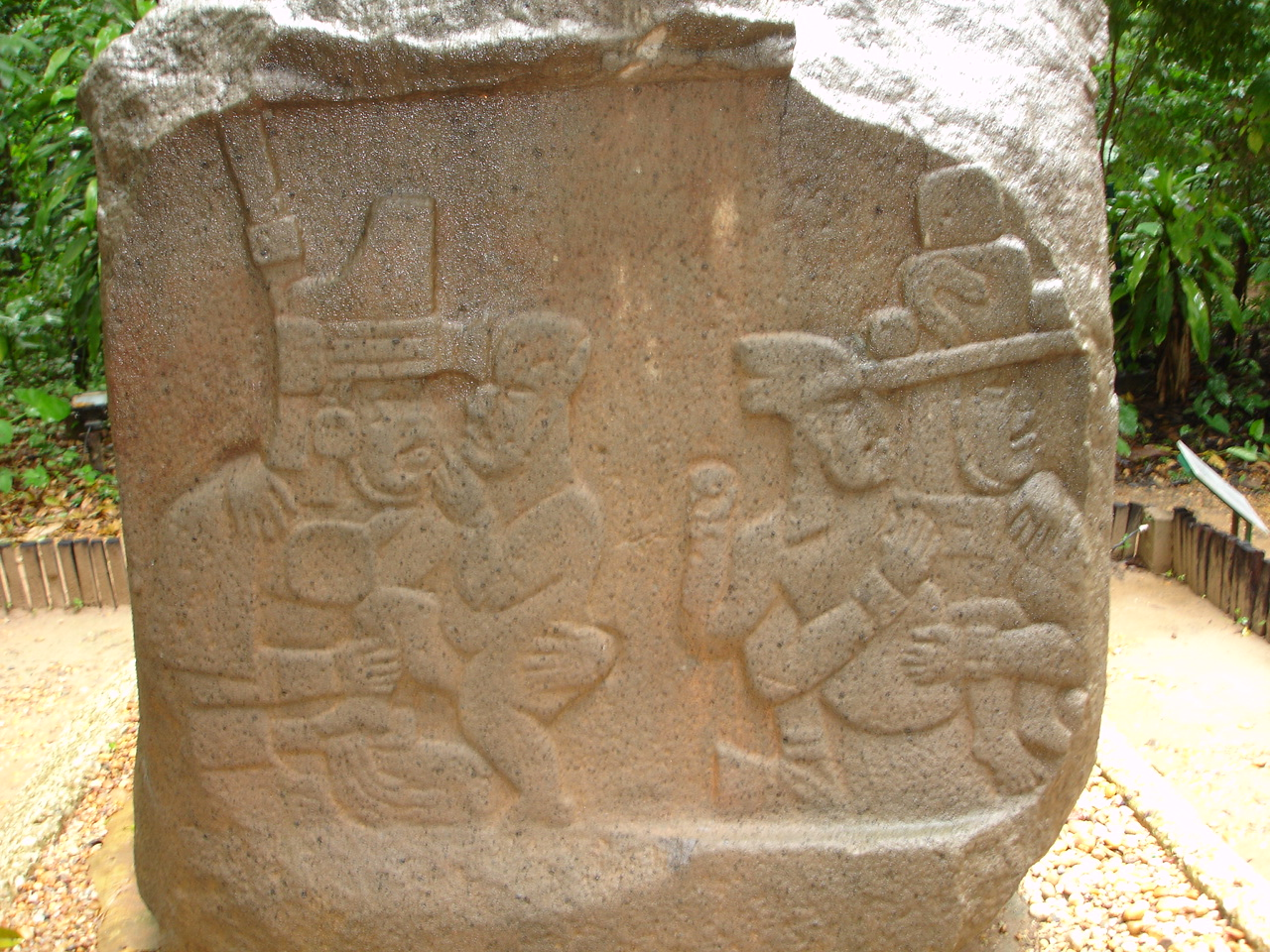
Deux bébés hommes-jaguars sur la face droite d’un monument de La Venta.

Ces espèces de crapauds sont des symboles du pouvoir inhérents à leur cycle de vie métamorphique, leur fertilité, leur venin hallucinogène et leur mue. Les représentations d’hommes-jaguars possédant des crocs peuvent corroborer la version du crapaud. En effet, plusieurs fois par an, les crapauds matures muent puis avalent leur ancienne peau : tandis qu’ils avalent, leur peau ressort de leur bouche comme des crocs. La mue aurait pu symboliser la mort et la renaissance, avec toutes ses implications religieuses.

### Source
- (en) Cet article est partiellement ou en totalité issu de l’article de Wikipédia en anglais intitulé « Olmec were-jaguar » (voir la liste des auteurs).